# Battaglia di Zinasco
La battaglia di Zinasco è il primo episodio bellico della seconda guerra d'indipendenza italiana. La battaglia fu combattuta il 29 aprile 1859 a Zinasco, fra austriaci e franco-piemontesi.

## Antefatto
Alle 15.00 del 29 aprile le truppe imperiali austriache abbandonarono Pavia con l'intento di invadere la Lomellina, divisi in due corpi, l'uno diretto a Carbonara e l'altro verso Cava. La prima cittadina venne subito occupata dagli austriaci, mentre le truppe del secondo gruppo vennero fortemente rallentate lungo il loro percorso a causa della pioggia che aveva reso fangoso il terreno e soprattutto a causa delle inondazioni che i piemontesi capeggiati dall'ingegnere Carlo Noè avevano creato appositamente grazie a canali artificiali utilizzati per l'agricoltura, rilasciando sul terreno uno strato d'acqua di 40 cm.
Il gruppo di Cava occupò quindi San Martino Siccomario dove il sindaco e il parroco vennero subito arrestati e dove gli abitanti vennero reclutati forzosamente per riadattare le strade locali a permettere il passaggio della colonna austriaca.
Di fronte a questa avanzata i piemontesi incominciarono a preoccuparsi che in breve tempo gli austriaci potessero marciare su Torino e per questo intervennero subito radunando il Reggimento "Cavalleggeri di Saluzzo" al comando del colonnello Paolo Griffini che si spostò da Mede a Sannazzaro de' Burgondi, da dove uno squadrone venne inviato a Carbonara.

## La battaglia
Il 29 aprile un plotone dei Cavalleggeri di Saluzzo comandato dal sottotenente Fabio Longhi venne inviato a pattugliare l'area di Zinasco dove gli vennero incontro dei contadini fuggiti da San Martino Siccomario che lo informarono dell'avvenuto passaggio del confine da parte degli austriaci. Longhi, avvisato il suo superiore che si trovava in posizione più arretrata rispetto alla sua, attese il nemico in loco sino alle 17:30 quando un gruppo di ussari del generale Franz Haller von Hallerkeö, comandati in loco dal giovane Philipp von Stadion und Thannhausen, si diresse proprio verso Zinasco per assicurarsi di avere la strada libera alle proprie operazioni.
Le due opposte fazioni andarono subito alla carica e nello scontro rimase ferito il tenente Longhi a una spalla, mentre nello scontro morì l'appuntato Giovanni Barberis, primo caduto della seconda guerra d'indipendenza e successivamente medaglia d'argento al valor militare. I piemontesi, che avevano ricevuto l'ordine di resistere il più possibile per dare tempo agli altri reparti di organizzarsi al meglio nelle retrovie, verso sera dovettero cedere il paese agli austriaci.